# Andrzej Ziółkowski (muzyk)

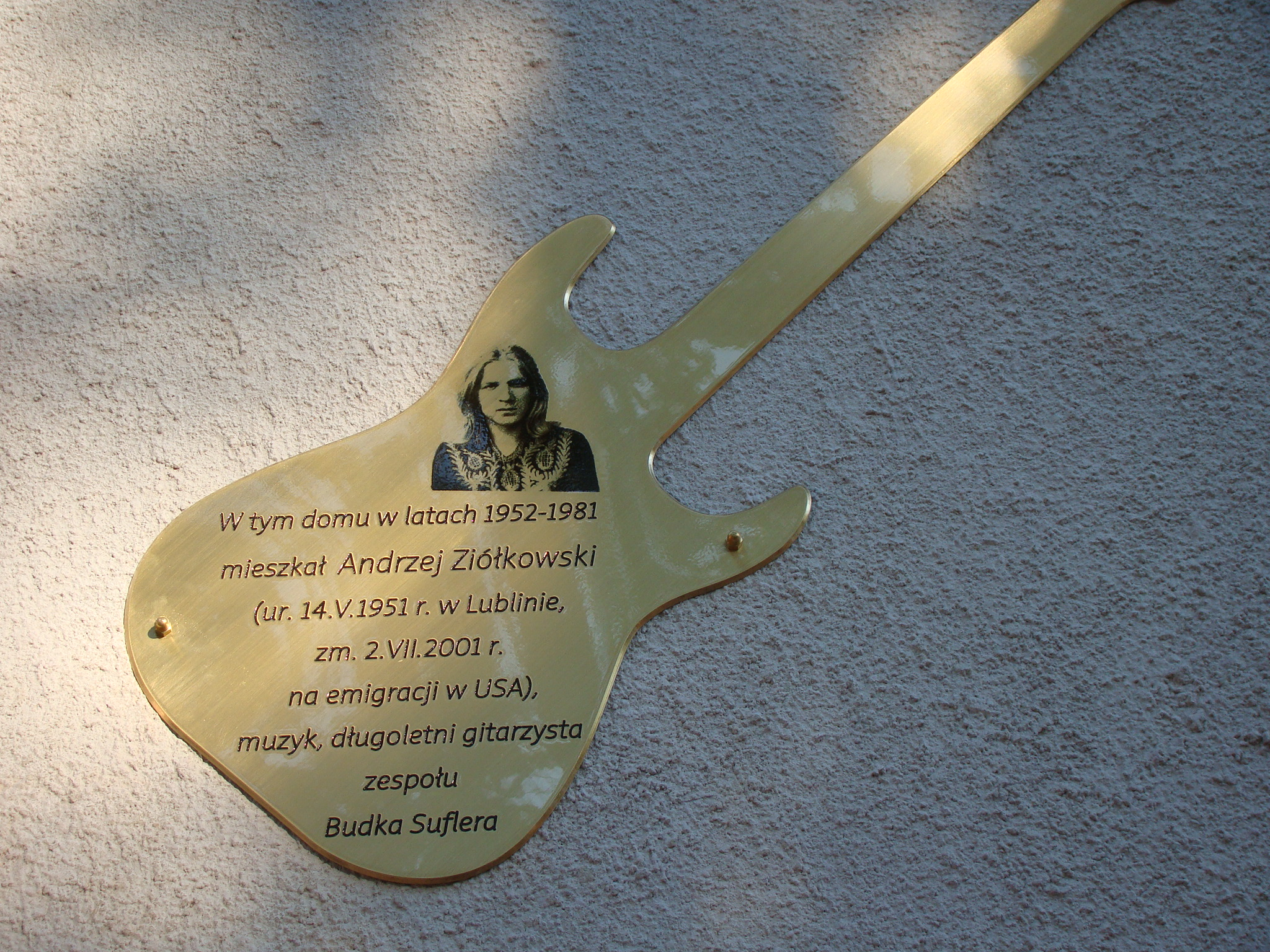
Tablica pamiątkowa umieszczona na bloku przy ul. Baczyńskiego 4 w Świdniku

Andrzej Ziółkowski  (ur. 14 maja 1951 w Lublinie, zm. 2 lipca 2001 we Flemington, New Jersey) – polski gitarzysta rockowy, znany z gry w Budce Suflera z którą dokonał w 1974 roku pierwszych nagrań radiowych. Wcześniej był gitarzystą w grupach: Ziółkowscy [Henryk Ziółkowski (Zawód: muzyk}, Waldemar Ziółkowski, Andrzej Ziółkowski], Czarne Perły [(Świdnik, lata 60): Andrzej Ziółkowski (gitara Jolana Marina, rok produkcji  1960 -1961), Andrzej Zieliński (gitara), Waldemar Ziółkowski (perkusja), Józef Obara (saksofon), Irena Inglot (śpiew)], Kadryle - kwartet [(Milejów, koniec lat 60): Andrzej Ziółkowski (gitara Jolana Uragan, śpiew), Waldemar Ziółkowski (perkusja, śpiew), Bogdan Szymczyk (gitara basowa), Marek Gorliński (instrument klawiszowy)] i sekstet, quartet [(koniec lat 60): Andrzej Ziółkowski (gitara, śpiew), Józef Obara (gitara basowa), Waldemar Ziółkowski (perkusja, śpiew), klawiszowiec (instrument klawiszowy)], Stowarzyszenie Cnót Wszelkich [od końca 1970 / Budka Suflera (IV kwartał 1970 – I kwartał 1974)], trio [(Świdnik, 1971 r.): Andrzej Ziółkowski (gitara), Józef Obara (gitara basowa), Zbigniew Zieliński (perkusja)], quartet [(Świdnik, 1971 r.): Andrzej Ziółkowski (gitara), Józef Obara (gitara basowa), Zbigniew Zieliński (perkusja)], Adam Boratyński (śpiew)].

## Życie i kariera muzyczna
Był drugim i przedostatnim dzieckiem muzyka, Henryka Ziółkowskiego (1924-2012) i Ireny Marianny Suszek (1928-2017). W maju 1975 roku nagrał z grupą Budka Suflera album Cień wielkiej góry, a w połowie kwietnia 1976 roku Przechodniem byłem między wami. W tym okresie były też nagrania radiowe (m.in. „Podarowany dzień” z progresywną partią gitary, oraz „Komentarz do pewnej legendy”). W 1978 roku gitarzystą solowym Budki Suflera został Jan Borysewicz, a Ziółkowski na kolejnych albumach: Na brzegu światła, Ona przyszła prosto z chmur i Za ostatni grosz grał na gitarze basowej (jako basista zadebiutował podczas radiowej sesji z wokalistą Stanisławem Wenglorzem). W lipcu 1981 roku opuścił Budkę Suflera, wycofał się ze sceny muzycznej (PRL) i wraz z rodziną (przed wprowadzeniem stanu wojennego) wyemigrował poprzez obóz dla przesiedleńców w Austrii do New Jersey (USA), tam zamieszkał. Muzykę tworzył praktycznie do końca życia. W 2001 roku zmarł na chorobę nowotworową.

## Upamiętnienie
11 lipca 2010 roku w Świdniku odsłonięto tablicę poświęconą Andrzejowi Ziółkowskiemu. Tablica w formie gitary Fender Stratocaster o menzurze 25,5 cala, wykonana z mosiądzu została umieszczona na budynku przy ul. Baczyńskiego 4, gdzie w latach 1952-1981 muzyk mieszkał. Na uroczystość odsłonięcia przybyli rodzice artysty, przedstawiciele władz Gminy Miejskiej Świdnik oraz muzycy zespołu Budka Suflera – Krzysztof Cugowski, Mieczysław Jurecki oraz Tomasz Zeliszewski. Pomysłodawcą, projektantem oraz monterem tablicy pamiątkowej był Grzegorz Cel, konsultantem świdnicki malarz Jakub Kapica, natomiast fundatorem tablicy Urząd Miasta Świdnik.

## Dyskografia

### Albumy (z Budką Suflera)
- 1975 Cień wielkiej góry
- 1976 Przechodniem byłem między wami
- 1978 Na brzegu światła
- 1980 Ona przyszła prosto z chmur
- 1981 Iza (album Izabeli Trojanowskiej)
- 1982 Za ostatni grosz
- 1994 Underground
- 1999 Antologia 74-99

### Kompilacje (z Budką Suflera)
- 1975 Polskie Targi Estradowe - Łódź '75, (Memu miastu na do widzenia);
- 1977 Rhythmus 77 (Fang neu an)
- 1984 1974-1984 (Za ostatni grosz i Memu miastu na do widzenia)
- 1995 Beat Kiste Vol. 2 (Herrliche Berge)
- 1996 Beat Kiste Vol. 3 (Blaue Taube)
- 1996 Weißes Boot (Fang neu an)
- 1999 Greatest Hits II (Ona przyszła prosto z chmur)
- 2007 60 Jahre Amiga Box 12 – CD 3 (Fang neu an)
- 2007 (Die) Hits aus den Bruderländern (Fang neu an)
- 2008  (Die) Hits aus den Bruderländern II (Straßenbahn-Blues)
- 2009 Es war ein Land - CD 4 (Herrliche Berge)

## Filmografia

### Filmy dokumentalne
- 1999 – Budka Suflera – 25 lat później (reżyseria: Natasza Ziółkowska-Kurczuk)

### Ścieżka dźwiękowa (z Budką Suflera)

#### Filmy
- 1976 – Przepraszam czy tu biją? – w utworze „Podarowany dzień”